# Relais 4 x 200 mètres nage libre masculin aux Jeux olympiques d'été de 2024
Cet article traite de l'épreuve masculine. Pour la compétition féminine, voir Relais 4 x 200 mètres nage libre féminin aux Jeux olympiques d'été de 2024.
Navigation
Tokyo 2020 Los Angeles 2028
Le Relais 4 × 200 mètres nage libre masculin est une épreuve de natation des Jeux olympiques d'été de 2024 qui a lieu le 30 juillet 2024 à la Paris La Défense Arena. 

## Médaillés
| Or                                                                         | Or            | Argent                                                               | Argent       | Bronze                                                                             | Bronze       |
| Grande-Bretagne- James Guy - Thomas Dean - Matthew Richards - Duncan Scott | 6 min 59 s 43 | États-Unis- Luke Hobson - Carson Foster - Drew Kibler - Kieran Smith | 7 min 0 s 78 | Australie- Maximillian Giuliani - Flynn Southam - Elijah Winnington - Thomas Neill | 7 min 1 s 98 |

## Records
Avant cette compétition, les records dans cette discipline étaient :
| Record du monde  | 6:58.55 | États-Unis- Michael Phelps - Ricky Berens - David Walters - Ryan Lochte    | 31 juillet 2009 | Rome, Italie |
| Record olympique | 6:58.56 | États-Unis- Michael Phelps - Ryan Lochte - Ricky Berens - Peter Vanderkaay | 13 août 2008    | Pékin, Chine |

## Calendrier
| Date             | Horaire | Manche |
| ---------------- | ------- | ------ |
| Mardi 30 juillet | 11 h 00 | Séries |
| Mardi 30 juillet | 20 h 30 | Finale |

## Résultats détaillés
Les huit meilleurs temps se qualifient pour la finale (F).
| Rang | Série | Ligne | Pays | Athlètes                                                                 | Temps   | Remarque |
| ---- | ----- | ----- | ---- | ------------------------------------------------------------------------ | ------- | -------- |
| 1    | 2     |       |      | [[]] ()                                                                  | 7:05.11 | F        |
| 2    | 1     |       |      | [[]] ()                                                                  | 7:05.57 | F        |
| 3    | 1     |       |      | Hadrien Salvan () Wissam-Amazigh Yebba () Yann Le Goff () Roman Fuchs () | 7:05.61 | F        |
| 4    | 2     |       |      | [[]] ()                                                                  | 7:05.63 | F        |
| 5    | 1     |       |      | [[]] ()                                                                  | 7:06.20 | F        |
| 6    | 2     |       |      | [[]] ()                                                                  | 7:07.72 | F        |
| 7    | 1     |       |      | [[]] ()                                                                  | 7:07.96 | F        |
| 8    | 1     |       |      | [[]] ()                                                                  | 7:08.43 | F        |
| 9    | 1     |       |      | [[]] ()                                                                  | 7:08.43 |          |
| 10   | 2     |       |      | [[]] ()                                                                  | 7:08.63 |          |
| 11   | 2     |       |      | [[]] ()                                                                  | 7:09.60 |          |
| 12   | 2     |       |      | [[]] ()                                                                  | 7:10.26 |          |
| 13   | 1     |       |      | [[]] ()                                                                  | 7:11.62 |          |
| 14   | 2     |       |      | [[]] ()                                                                  | 7:12.07 |          |
| 15   | 2     |       |      | [[]] ()                                                                  | 7:16.61 |          |
| 16   | 1     |       |      | [[]] ()                                                                  | 7:18.06 |          |

| Rang                                | Ligne | Pays | Athlètes | Temps | Remarque |
| ----------------------------------- | ----- | ---- | -------- | ----- | -------- |
| Médaille d'or, Jeux olympiques      |       |      | [[]] ()  |       |          |
| Médaille d'argent, Jeux olympiques  |       |      | [[]] ()  |       |          |
| Médaille de bronze, Jeux olympiques |       |      | [[]] ()  |       |          |
| 4                                   |       |      | [[]] ()  |       |          |
| 5                                   |       |      | [[]] ()  |       |          |
| 6                                   |       |      | [[]] ()  |       |          |
| 7                                   |       |      | [[]] ()  |       |          |
| 8                                   |       |      | [[]] ()  |       |          |